# Blaesoxipha dongfangis
Blaesoxipha dongfangis är en tvåvingeart som beskrevs av Hsue 1978. Blaesoxipha dongfangis ingår i släktet Blaesoxipha och familjen köttflugor. Inga underarter finns listade i Catalogue of Life.